# Swift Creek (kultura)

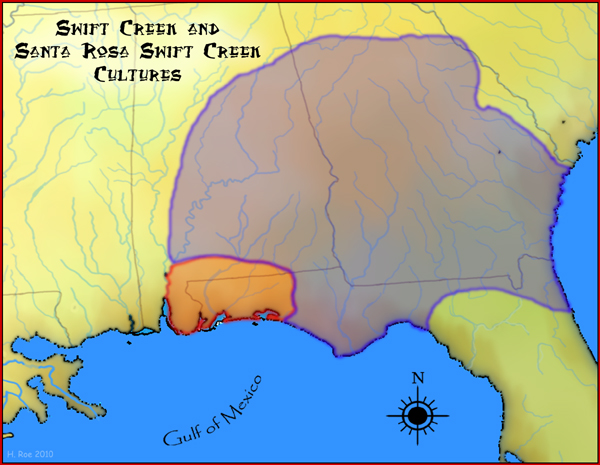
Mapa przedstawiająca główny zasięg oddziaływania Kultury Swift Creek

Swift Creek – nazwa nadawana przez naukowców prekolumbijskiej kulturze zamieszkującej południowo-wschodnie tereny Stanów Zjednoczonych. Jej istnienie przypada na lata 100–800 n.e., czyli w okresie nazywanym środkowy Woodland (1000 p.n.e. – 1000 n.e.). Ludność tej kultury zamieszkiwała terytorium obecnych stanów – Georgia, Alabama, Floryda, Karolina Południowa i Tennessee.
Obecna wiedza o tej kulturze oparta jest na wykopaliskach oraz budowlach ziemnych. Znaleziono wiele bogato zdobionych naczyń i narzędzi codziennego użytku. Są one eksponowane w amerykańskich muzeach oraz parkach, jak np. znajdujący się w Georgii Park stanowy Kopce Kolomoki.
Mimo budowy kopców i kurhanów nie była to kultura prowadząca tryb osiadły. Zajmowali się oni głównie łowiectwem, zbieractwem i rybołówstwem. W tym okresie na terenie Ameryki Północnej wyróżnia się wiele kultur budujących kopce ziemne. Wiadomo że kultury te kontaktowały się ze sobą, gdyż naczynia kultury Swift Creek znajdowano podczas wykopalisk innych kultur jak np. w Ohio, na terenach kultury Hoppwell.